# Rodrigo Barrera
Rodrigo Hernán Barrera Funes (ur. 30 października 1970 w Santiago) – chilijski piłkarz grający na pozycji obrońcy.

## Kariera klubowa
Barrera urodził się w Santiago i tam też rozpoczął karierę piłkarską w klubie Universidad Católica. W jego barwach zadebiutował w 1990 w lidze chilijskiej. W 1994 roku wygrał z tym klubem Copa Interamericana, dzięki zwycięstwu w finałowym dwumeczu z kostarykańskim Deportivo Saprissa. Natomiast w 1995 roku zdobył Puchar Chile. Na początku 1996 roku trafił do meksykańskiego zespołu Necaxa Aguascalientes, ale po pół roku wrócił do Universidad Católica.
W 1997 roku Rodrigo trafił do innego stołecznego zespołu, Universidad de Chile. Rok później, czyli w 1998 roku, zdobył z nim Puchar Chile. Natomiast w 1999 roku po raz pierwszy w karierze został mistrzem kraju, a w 2000 roku sięgnął z partnerami z boiska po dublet. W 2002 roku ponownie był zawodnikiem Universidad Católica i wywalczył z nim mistrzostwo fazy Apertura. Z kolei w 2004 roku grał w Universidad de Chile, z którym został mistrzem Chile. W 2005 roku był piłkarzem Deportes Melipilla, a w 2006 - CD Palestino, w barwach którego zakończył piłkarską karierę.

## Kariera reprezentacyjna
W reprezentacji Chile Barrera zadebiutował 6 czerwca 1993 roku w przegranym 0:1 towarzyskim meczu z Kolumbią. W tym samym roku był członkiem kadry na Copa América 1993 i na tym turnieju zagrał w 3 spotkaniach. Natomiast na Copa América 1995 zaliczył 2 mecze. W 1998 roku został powołany przez Nelsona Acostę do kadry na Mistrzostwa Świata we Francji, jednak nie zagrał w żadnym ze spotkań. Ostatni mecz w reprezentacji rozegrał w tym samym roku przeciwko Maroku (1:1). W kadrze narodowej zagrał 22 razy i zdobył 5 goli.